# Stea supergigantă
Supergiantele sunt printre cele mai masive și mai luminoase stele. Ele ocupă regiunea de sus a diagramei Hertzsprung – Russell cu magnitudini vizuale absolute între aproximativ −3 și −8. Intervalul de temperatură al stelelor supergigante se întinde de la aproximativ 3.450 K la peste 20.000 K.

## Definiție
Titlul supergigantă așa cum este aplicat unei stele, nu are o singură definiție concretă. Termenul stea gigantă a fost inventat pentru prima dată de Hertzsprung când a devenit evident că majoritatea stelelor se clasifică în două regiuni distincte ale diagramei Hertzsprung-Russell. O regiune conținea stele mai mari și mai luminoase din tipurile spectrale de la A la M și a primit numele de gigantă. Ulterior, a devenit evident că unele dintre aceste stele erau semnificativ mai mari și mai luminoase apărând termenul de supergigantă.

## Caracteristici
Supergigantele au mase de 8 până la 70 de mase solare (M☉) și luminozități de la aproximativ 1.000 până la peste un milion de ori luminozitatea Soarelui (L☉). Acestea variază foarte mult în rază, de obicei de la 30 la 500, sau chiar peste 1.000 de raze solare (R☉). 
Legea Ștefan-Boltzmann precizează că suprafețele relativ reci ale supergigantelor roșii radiază mult mai puțină energie pe unitate decât cele ale supergigantelor albastre; astfel, pentru o luminozitate dată, supergigantele roșii sunt mai mari decât omologii lor albaștri. 
Datorită maselor lor excesive, acestea au un ciclu de viață scurt (stelar), de numai 10 până la 50 de milioane de ani și sunt observate mai ales în structuri cosmice tinere, cum ar fi roiurile deschise, brațele galaxiilor spiralate și în galaxii neregulate. Ele sunt mai puțin abundente în nucleul galaxiilor spiralate și sunt rareori văzute în galaxii eliptice sau în roiuri globulare, cele mai multe dintre ele presupunând a fi formate din stele vechi.
Deși supergigantele există în fiecare clasă de la O la M, majoritatea sunt de tip B spectral, mai mult decât la toate celelalte clase spectrale combinate.